# Dead Serious (Album)
Dead Serious ist das am 23. Januar 2009 erschienene dritte Studioalbum der deutschen Punkrock-Band Itchy Poopzkid.

## Entstehungsgeschichte
Dead Serious wird im Jahr 2008 aufgenommen. Das Album wird, wie schon sein Vorgänger Time to Ignite, von Achim Lindmeir im Schaltraum Studio in Erbach produziert.
Erstmals widmete sich die Band mehr als fünf Monate ausschließlich dem Songwriting, was sie selbst als eine ganz neue Erfahrung beschrieben.
Ansonsten hat sich gegenüber Time to Ignite nicht viel verändert. Der Sound lässt immer noch Parallelen zu anderen Punkrock-Bands wie z. B. Donots, Millencolin oder Blink-182 erkennen. Bemerkenswert ist aber, dass die Band nicht nur die üblichen Instrumente spielt, sondern unter anderem auch ein Akkordeon oder ein Einkaufswagen, der zu Percussion-Zwecken eingesetzt wurde, vorkommen.

## Titelliste
1. Never be the same (the sane) – 1:50
2. Another Song the DJ's hate – 3:17
3. Learn to drown – 3:16
4. Last goodbye – 3:12
5. Pretty me – 3:04
6. The Living – 3:01
7. Like it – 3:25
8. Say hello – 4:06
9. The Lottery – 3:43
10. Stuck in a daze – 2:51
11. Crazy eyes – 3:39
12. Drogenfrau – 3:12
13. As long as I got chords – 4:46
14. Waiting for the waves – 4:15

## Singleauskopplungen
1. The Living
2. Pretty Me
3. The Lottery

## Rezeption

### Kritiken
„[…] Eine gute Dreiviertelstunde bunt Gemischtes haben sie aufgenommen. Eine Dreiviertelstunde, in der sie sich innerhalb der eng gesteckten Koordinaten  – Punkrock und Ähnliches – austoben. Nie zu heftig, man hat ja eine MTV-Lobby zu verlieren. Und nie zu gefährlich, man möchte ja vor 23 Uhr noch unzensiert auf jeder Oberstufen-Party gespielt werden. […]“

„[…] Dead Serious gehört vielleicht nicht ins Regal der All-Time-Klassiker, aber es macht sich ganz wunderbar im Autoradio auf dem Weg zu den Festivals dieses Sommers!“

### Chartplatzierungen
Dead Serious stieg am 6. Februar 2009 auf Rang 39 der deutschen Albumcharts ein, was zugleich die beste Platzierung darstellt. Das Album konnte sich drei Wochen am Stück in den Top 100 platzieren, letztmals am 20. Februar 2009. Für Itchy Poopzkid avancierte es zum zweiten Chartalbum nach Time to Ignite (April 2007). Bis dato erreichte die Band keine bessere Platzierung in den deutschen Albumcharts, dies änderte sich wiederum mit dem Folgealbum Lights Out London (Rang 35; März 2011). Kein Album der Band konnte sich jedoch solange in den Charts platzieren wie Dead Serious.
In Österreich stieg das Album am 6. Februar 2009 für eine Woche in den Charts ein und belegte dabei Rang 56. Hier war es für die Band der erste Charterfolg in den Albumcharts.
| ChartsChartplatzierungen | Höchstplatzierung | Wochen |
| ------------------------ | ----------------- | ------ |
| Deutschland (GfK)        | 39 (3 Wo.)        | 3      |
| Österreich (Ö3)          | 56 (1 Wo.)        | 1      |